# Bertha Schneyer

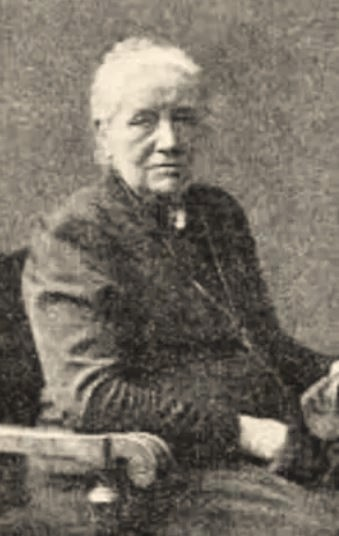
Bertha Schneyer

Bertha Schneyer (* 8. September 1830 in Gotha als Bertha Marie Dorothee Trebsdorf; † 8. März 1912 ebenda) war eine Wohltäterin der thüringischen Stadt Gotha.

## Leben

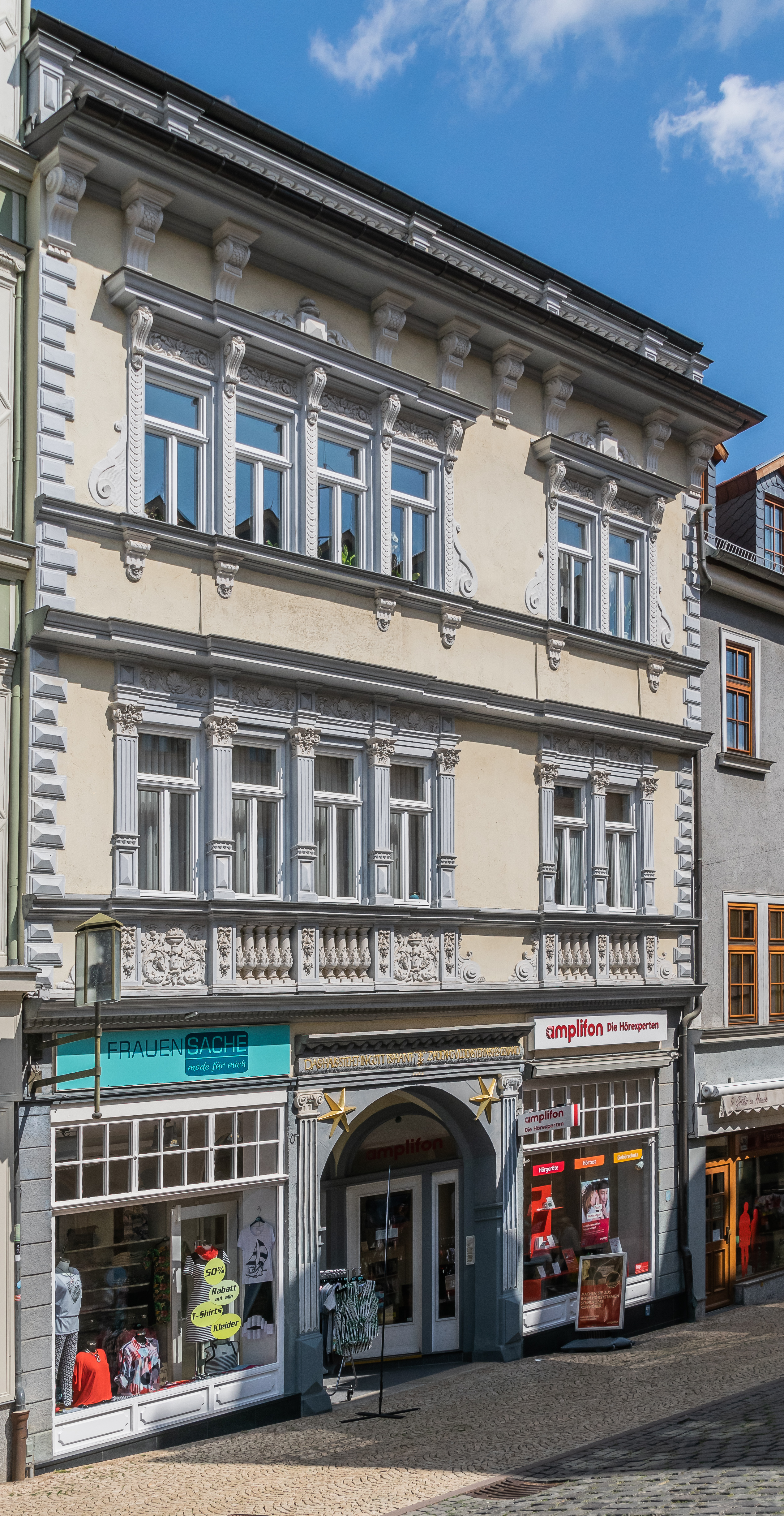
Das ehemalige Wohn- und Geschäftshaus Schneyer am Hauptmarkt 45 in Gotha

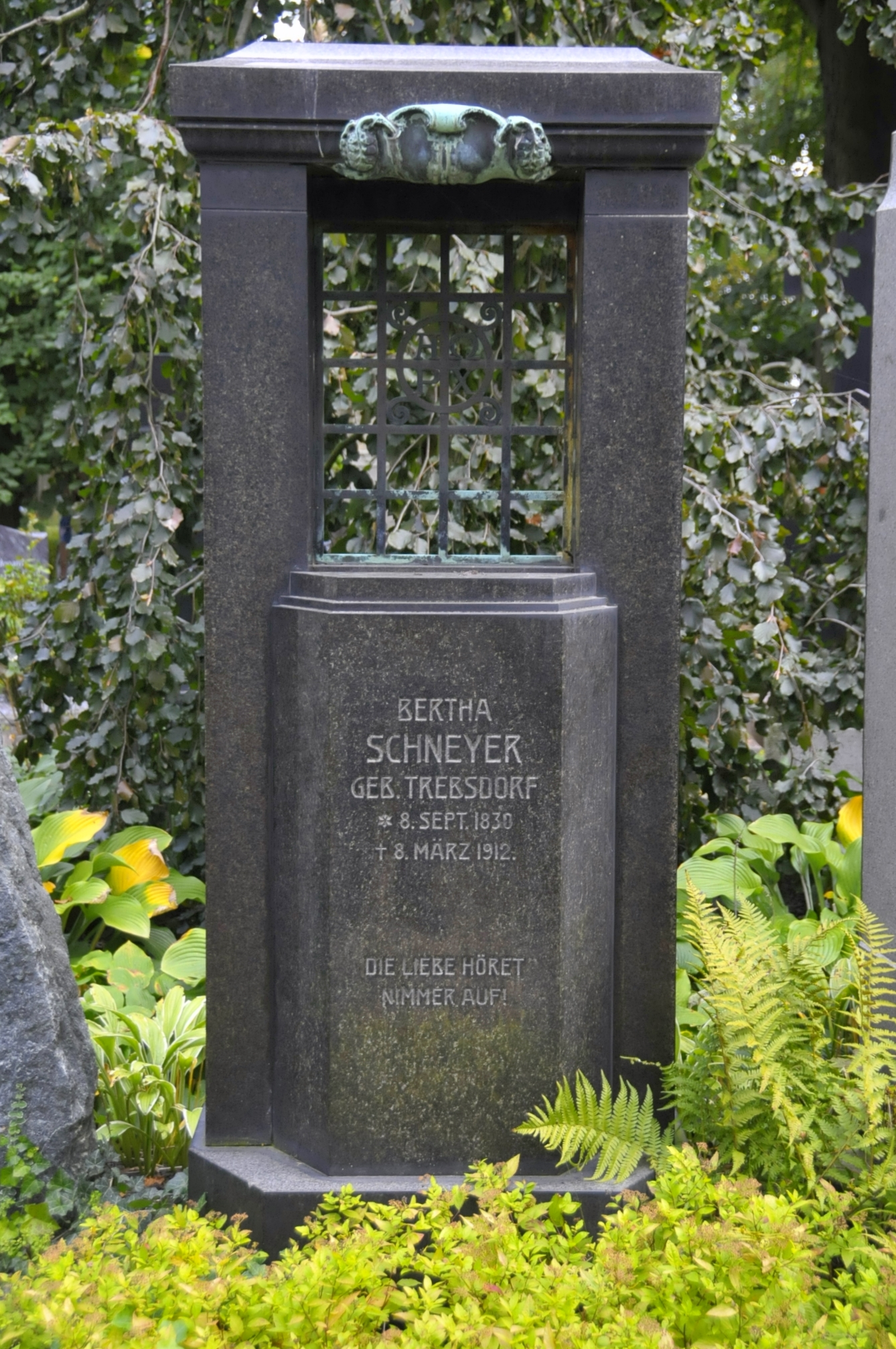
Grabmal von Bertha Schneyer auf dem Hauptfriedhof von Gotha

Bertha Schneyer wurde am 8. September 1830 als Bertha Marie Dorothee Trebsdorf in Gotha geboren. Als sie ein Jahr alt war, starb ihre Mutter mit 30 Jahren an Auszehrung.
Im Sommer 1857 heiratete sie in Gotha den aus Magdeburg stammenden Kaufmann Friedrich Wilhelm Schneyer, der Inhaber einer Materialwarenhandlung in Gotha war. Das Geschäft und die Wohnung der Familie befanden sich in dem 1563 erbauten „Haus zu den gulden Sternen“ am Hauptmarkt 45, das heute als Kulturdenkmal unter Denkmalschutz steht und über das 1891 im Buch Bau- und Kunst-Denkmäler Thüringens geschrieben wurde, es habe eines der besten Portale der Stadt.
Aus der Ehe gingen vier Kinder hervor, von denen jedoch nur der am 14. August 1862 geborene Sohn Richard das Erwachsenenalter erreichte; zwei Kinder waren Totgeburten, und eine Tochter wurde nur 11 Monate alt. Nach dem frühen Tod ihres Ehemannes im Jahr 1886 übernahm ihr Sohn als gelernter Prokurist das Geschäft des verstorbenen Vaters. Um 1903 zog er nach Heidelberg, wo er 1904 ein zweites Mal heiratete und 1908 im Alter von 45 Jahren starb.
Die wohlhabende Kaufmannswitwe Bertha Schneyer widmete sich vielfältigen gemeinnützigen Tätigkeiten. Besonders aktiv war sie von 1886 bis etwa 1902 als Mitglied des 1875 gegründeten Gothaer „Frauen-Fortbildungs-Vereins“. Nach dem Tod ihres Sohnes Richard Schneyer stiftete sie noch im selben Jahr am 27. Oktober 1908 dessen ehemaliges Haus- und Gartengrundstück Bürgeraue 4 der Stadt Gotha. Mit dieser Geste wollte sie „ihrer Vaterstadt Gotha einen Beweis treuer Anhänglichkeit“ geben. Sie bestimmte, dass der Reinertrag „gemeinnützigen Zwecken im Interesse der Bewohner der Stadt Gotha“ dienen sollte. In erster Linie sollte „ein Volkspark geschaffen bzw. angelegt werden, in dem die minderbemittelte Bevölkerung nach der Last des Tageswerks Erholung finden kann“. Außerdem sollten die bereits vorhandenen Grün- und Parkanlagen im Nordwesten und Westen der Stadt erweitert und ergänzt werden.
Auch ihr beträchtliches Geldvermögen verteilte Bertha Schneyer mit großzügiger Hand. An 40 Ortschaften im heutigen Landkreis Gotha stiftete sie jeweils 4000 Mark und bestimmte, dass aus den Zinserträgen des Stiftungskapitals ortsansässige verheiratete und unverheiratete Frauen unterstützt werden sollten. Auch das damals noch eigenständige Siebleben, heute ein Ortsteil von Gotha, erhielt solch eine Zuwendung. Bald darauf wurde von der Gemeindevertretung beschlossen, „als äußeres Zeichen der Dankbarkeit“ eine neu angelegte Straße nach der Stifterin zu benennen. Mit ihrem – durch einen Rechtsanwalt übermittelten – Einverständnis wurde in der Folge am 1. November 1910 noch zu ihren Lebzeiten die Bertha-Schneyer-Straße in Siebleben nach ihr benannt.
Von ihren weiteren „hohen Stiftungen für die Armenunterstützung“ sind nur noch wenige bekannt. In ihrem Testament vermachte die Wohltäterin der Stadt Gotha einen Betrag von 16.000 Mark. 
Bertha Schneyer starb am 8. März 1912 im Alter von 81 Jahren in ihrer Heimatstadt. Sie fand ihre letzte Ruhestätte auf dem Gothaer Hauptfriedhof, wo ihr Grabdenkmal im „Ehrenbürgerhain“ (links hinter der Wartehalle) erhalten ist. Anlässlich ihres 100. Todestages wurde am 8. März 2012, dem Internationalen Frauentag, ihr zu Ehren ein Blumengebinde an ihrem Grabmal niedergelegt, das zuvor gereinigt und instand gesetzt worden war.

## Gedenken
- 1910: Benennung der Bertha-Schneyer-Straße in Siebleben
- 1912: Ehrengrab auf dem Gothaer Hauptfriedhof
- 2012: Ehrendes Gedenken am Grabmal